# 4490 Bambery
4490 Bambery este un asteroid din centura principală, descoperit pe 14 iulie 1988 de Eleanor Helin și Brian Roman.